# Insegurança alimentar

O crescimento da produção de alimentos tem sido maior que o crescimento populacional. O eixo y é o porcento de produção per capita. Fonte: Food and Agriculture Organization.

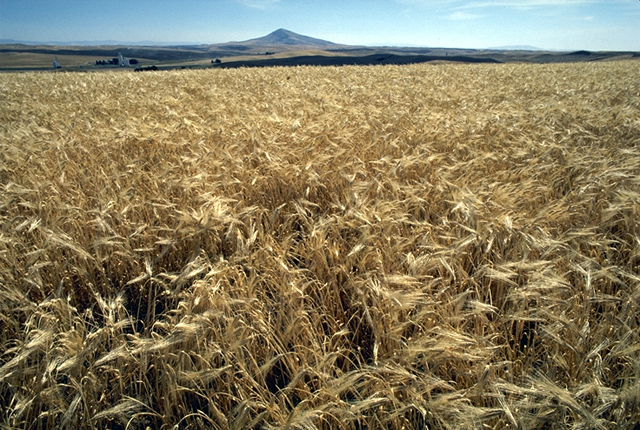
Cevada é uma grande fonte de alimento animal.

Insegurança alimentar é a falta de disponibilidade e o acesso das pessoas aos alimentos. Uma casa é considerada como tendo segurança alimentar quando seus ocupantes não vivem com fome ou sob o medo de inanição. De acordo com o World Resources Institute, a produção de alimentos per capita tem aumentado substancialmente nas ultimas décadas. Em 2006, MSNBC reportou que globalmente o número de corrente pessoas obesas passou o número das desnutridas, onde mais de 1 bilhão de pessoas estão acima do peso normal, e um estimado de 800 milhões estão desnutridas. De acordo com um artigo de 2004 da BBC, China está sofrendo de obesidade endêmica.

## Definição
Duas definições comuns de segurança alimentar vem da FAO e da USDA:
- Segurança alimentar existe quando todas as pessoas, todo tempo, tem acesso físico e econômico para alimentação nutritiva, saudável e em quantidade suficiente para atender suas necessidades e preferências para uma vida ativa e saudável. (FAO) Nathan Yuri
- Segurança alimentar para uma casa significa acesso por todos os membros, todo o tempo, a alimentos suficiente para uma vida ativa e saudável. Segurança alimentar inclui no minimo (1) a pronta avaliabilidade de alimentos seguros e nutricionalmente adequados, e (2) habilidade assegurada de adquirir alimentos de uma maneira socialmente adequada (isto é, sem recorrer para suprimentos de emergência, lixo, roubo ou outras estratégias). (USDA)[4]

As escalas de insegurança alimentar vão de situações de alimentação segura para fome em larga escala. Tanto carestia como fome estão enraizadas na insegurança alimentar. Insegurança alimentar pode ser categorizado como crônica ou transitória. Insegurança alimentar crônica se traduz em uma grande vulnerabilidade para fome. Assegurar acesso para segurança alimentar pressupõe a eliminação dessa vulnerabilidade. Fome crônica não é crise humanitária. É similar a desnutrição e relacionada com pobreza, existindo principalmente em países pobres.

## Situação
Mundialmente em torno de 852 milhões de pessoas estão em fome crônica devido pobreza extrema, enquanto até 2 bilhões de pessoas possuem segurança alimentar intermitente devido vários níveis de pobreza. Em meados de 2007, o aumento de plantações para uso em biocombustíveis, os preços do petróleo em mais de US$100 o barril, crescimento da população, mudança climática, perda de terras agrícolas para desenvolvimentos residenciais e industriais, e o crescimento da demanda na China e na Índia, tem aumentado o preço dos grãos. Tumultos por alimentos tem surgido em vários países pelo mundo.
Está cada vez mais difícil manter a segurança alimentar em um mundo marcado pela confluência do fenômeno do "pico", propriamente, pico do petróleo e principalmente em áreas urbanas até Novembro de 2007. Qualquer perturbação nos suprimentos das fazendas pode precipitar uma crise alimentícia urbana em um período relativamente pequeno de tempo.

## Características

### Ditaduras e Cleptocracias
Assim como o economista, e ganhador do prêmio Nobel, Amartya Sen observou, "não existe essa coisa de problema de alimentos apolítico". Enquanto secas e outros eventos naturais podem iniciar eventos de carestia, é a ação do governo ou falta de ação que determina sua severidade, e se ou não ocorrerá uma crise humanitária. O século XX está repleto de exemplos de governos afetando a segurança alimentar de suas próprias nações, às vezes intencionalmente.
Quando governos assumem o poder pela força ou por eleições fraudulentas, sua base de suporta é geralmente pequena, construída com patronagem e cronismo. Nestas condições "a distribuição de alimentos no país é um problema político.  Governos na maioria dos países priorizam áreas urbanas, já que as mais influencias e poderosas famílias e companhias usualmente estão localizadas. O governo as vezes negligencia fazendeiros de subsistência e áreas rurais no geral. Quanto mais remota e subdesenvolvida a área for, menores as chances de que o governo irá efetivamente atender suas necessidades. Muitas políticas agrárias, especialmente os preços da commodities agrícolas, discriminam contra áreas rurais. Governos as vezes mantém os preços em níveis tão artificialmente baixos que os produtores de subsistência não conseguem acumular capital para fazer investimentos para melhorar suas produções. Então, eles são efetivamente impedidos de saírem de sua situação precária".
Ditadores e senhores da guerra também usam alimentos como arma política, gratificando seus apoiadores enquanto nega suprimentos de alimentos para áreas que se opõem ao seu comando. Nestas condições, alimentos se tornam uma moeda em que se compra suporte e carestias se tornam uma arma para ser utilizada contra a oposição.
Governos com fortes tendencias para corrupção podem afetas a segurança alimentar mesmo quando as colheitas são boas. Quanto governos monopolizam o comércio, fazendeiros talvez acham que eles são livres para praticar cultivo comercial para exportação, mas pela lei são apenas permitidos venderem suas colheitas para compradores do governo por preços bem abaixo do mercado mundial. O governo então vende suas colheitas pelo seu preço máximo, embolsando a diferença. Isto cria uma situação de pobreza que mesmo o mais trabalhador e motivado dos fazendeiros não podem escapar.
Quando o estado de direito é ausente, ou a propriedade privada não existe, fazendeiros possuem poucos incentivos para melhorar sua produtividade. Se uma fazenda se torna noticiavelmente mais produtiva que suas vizinhas, ela pode se tornar vitima de indivíduos bem conectados com o governo. Em vez de arriscar chamar atenção e perder suas terras, fazendeiros se contentam com a ilusão de segurança da mediocridade.
Como apontado por William Bernstein em seu livro The Birth of Plenty: "Indivíduos sem propriedade são suscetíveis à fome, e é muito mais fácil dobrar os amedrontados e famintos para vontade do estado.  Se uma propriedade pode ser arbitrariamente ameaçada pelo estado, este poder será invariavelmente aplicado para intimidar pessoas com opiniões politicas e religiosas divergentes".

### Deficiências nutricionais crônicas

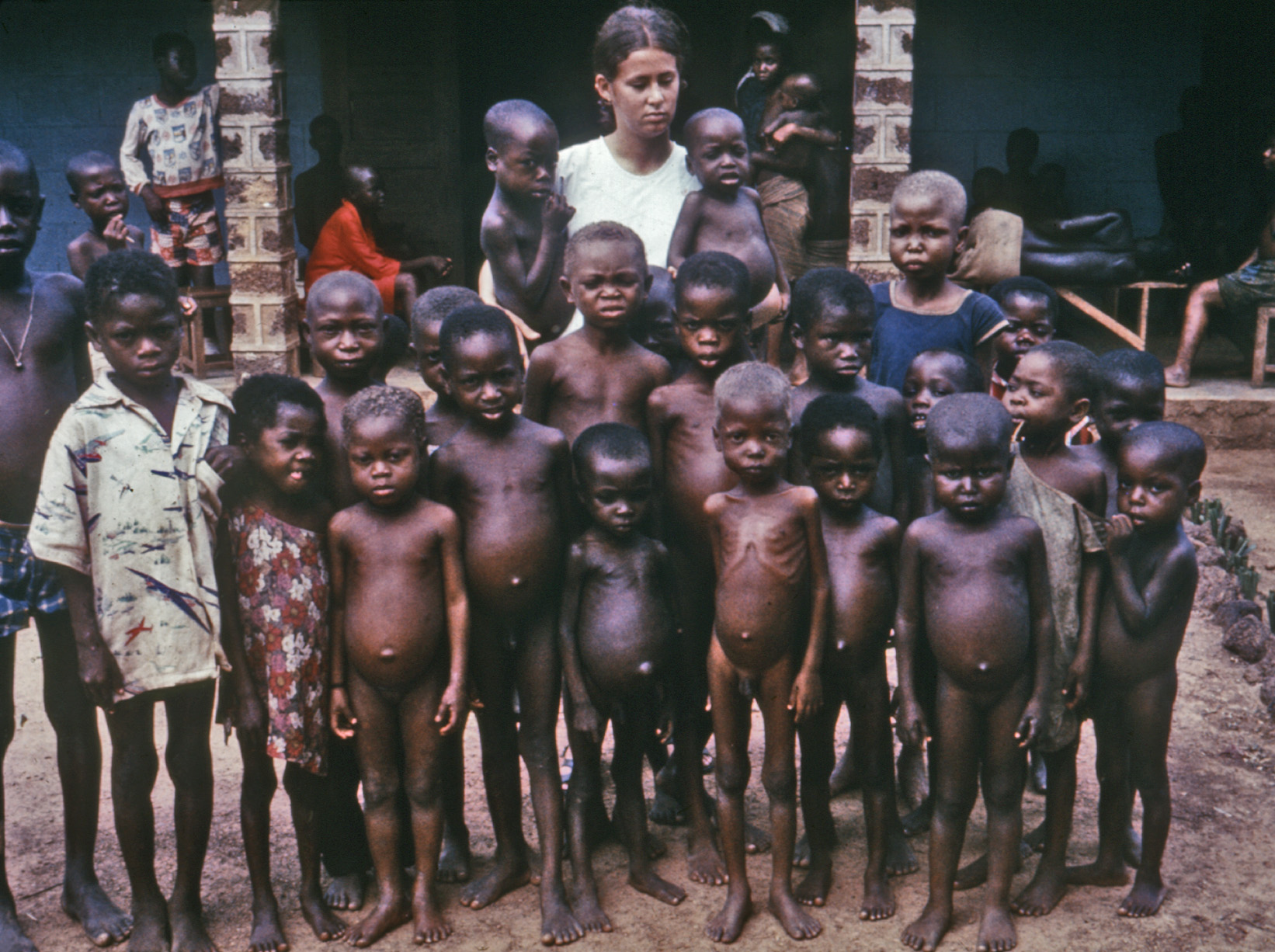
Crianças e uma enfermeira em um orfanato Nigeriano em meados de 1960 com sintomas de baixo consumo calórico e protéico.

Muitos países passam por problemas de distribuição e falta de alimentos perpétuos. Estes resultam em fome crônica e geralmente generalizada entre uma quantidade significante de pessoas. Populações humanas respondem contra a desnutrição e fome reduzindo o tamanho de seus corpos, conhecida em termos médicos como marasmo. Este processo começa no útero se a mãe for desnutrida e continua por aproximadamente até o terceiro ano de vida. Ela leva para maior mortalidade infantil, mas em taxas muito menores que durante crises humanitárias. Uma vez que o marasmo tenha ocorrido, melhorias nutricionais futuras não revertem os danos. O próprio marasmo é visto como um mecanismo de adaptação, projetado para tornar o tamanho do corpo compatível com o conteúdo calórico disponível no local que a criança vive. Limitar o tamanho do corpo como uma maneira de adaptar aos baixos níveis energéticos, afeta a saúde de três maneiras:
- Falha prematura de órgãos vitais ocorre quando adulto. Por exemplo, um indivíduo de 50 anos pode morrer de falha cardíaca devido seu coração ter sofrido danos estruturais durante os primeiros estágios de desenvolvimento.
- Indivíduos com marasmo sofrem taxas muito mais altas de doenças.
- Má nutrição severa nos primeiros anos de desenvolvimento geralmente leva à problemas de desenvolvimento cognitivo.

Segundo o economista Robert Fogel: "A analise ... aponta para uma natureza ilusória do conceito de subsistência como Malthus originalmente utilizou e ainda é vastamente utilizada atualmente. Subsistência não está localizada a beira de um penhasco nutricional, onde está um desastre demográfico. Em vez de um único nível de subsistência, existem numerosos níveis em que a população e o suprimento de alimentos podem estar em equilíbrio no senso que eles podem ser sustentados indefinidamente. Porém, alguns níveis terão um número menor de pessoas e maior mortalidade normal que outros."

### Crise global da água

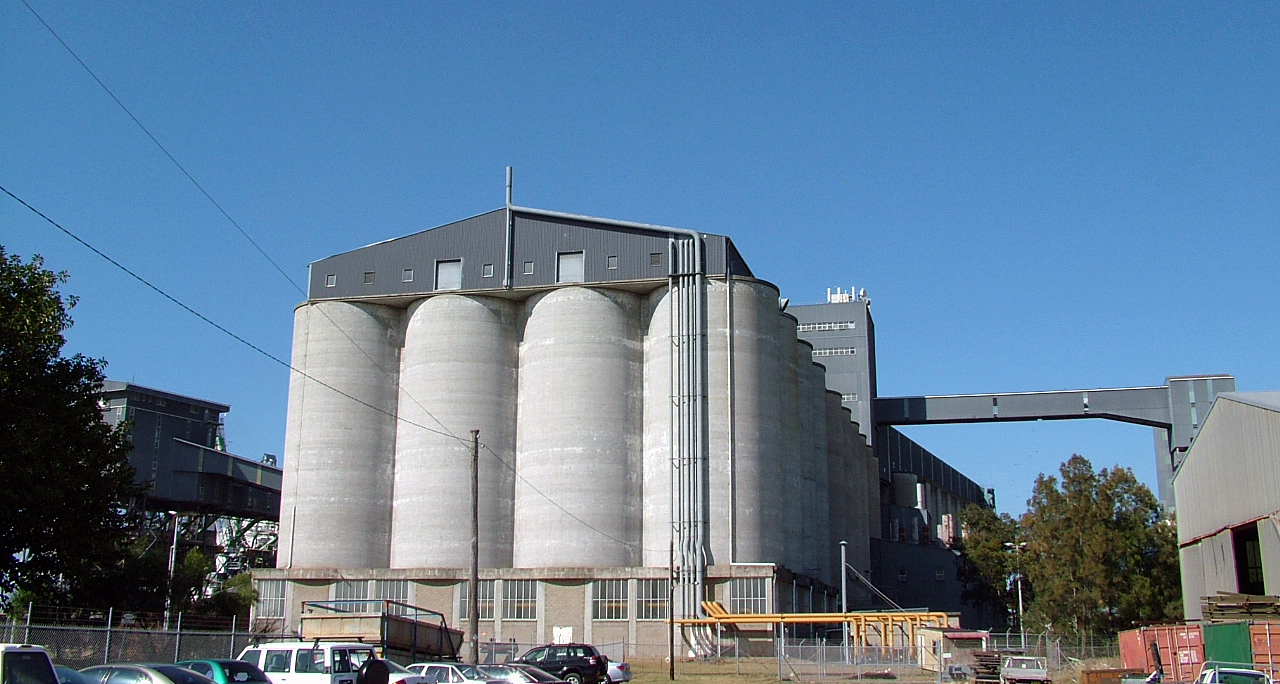
Silos Australianos

O pico da água, que já está causando na alta importação de grãos em numerosos países pequenos, talvez logo comece afetar países maiores como China e Índia. Os lençóis freáticos estão em declínio em vários países (incluindo o norte da China, os EUA e Índia) devido ao excesso de água bombeada. Outros países afetados incluem Paquistão, Afeganistão e Irã. Isto eventualmente irá causar queda nas colheitas e escassez de água. Até mesmo sobrecarregando seus aquíferos, China está desenvolvendo um déficit de grãos. Quando isto ocorrer, invariavelmente os preços dos grãos irá subir. A maioria de 3 bilhões de pessoas previstos para nascer no mundo pelo meio do século XXI, nascerá em países já com problemas de suprimento de água. Depois de China e Índia, existe um grupo secundários de países menores com grandes déficit de água - Afeganistão, Argélia, Egito, Irã, México e Paquistão. Quatro destes já importam grande quantidades de seus grãos. Apenas Paquistão continua auto-suficiente. Mas com uma população expandindo em 4 milhões por ano, logo ele também será obrigado importar seus grãos.

### Degradação da terra
Agricultura intensiva às vezes leva para um círculo vicioso de exaustão da fertilidade do solo e declínio da produção. Aproximadamente 40% das terras disponíveis para plantio está seriamente degradada. Na Africa, se as tendencias atuais de degradação continuarem, o continente será capaz de alimentar apenas 25% de sua população em 2025, de acordo com a Universidade das Nações Unidas em Gana.

### Mudanças climáticas
De acordo com relatório das Nações Unidas de mudanças climáticas, as geleiras do Himalaia que são a principal fonte de água em tempos de seca dos maiores rios da Ásia - Rio Ganges, Rio Indo, Rio Bramaputra, Rio Yangtzé, Rio Mekong, Rio Salween e Rio Amarelo - irá sumir até 2035 enquanto a temperatura sobe. Aproximadamente 2,4 bilhões de pessoas vivem na bacia hidrográfica dos rios Himalaicos. Índia, China, Paquistão, Afeganistão, Myanmar, Bangladesh e Nepal podem sofrer com enchentes seguida de seca severa nas décadas seguintes. Apenas na Índia, o Rio Ganges provê água para consumo e irrigação para mais de 500 milhões de pessoas. A costa oeste da América do Norte, que obtém a maior parte de sua água de geleiras como as Montanhas Rochosas e Serra Nevada (Califórnia), também serão afetados. O aumento no nível dos oceanos também irá reduzir a quantidade de terras disponíveis para agricultura.
Em outras partes do planeta um efeito maior será na baixa na produção de grãos, especificamente em regiões de baixa latitude onde a maioria das nações de desenvolvimento estão localizadas. Disto, o preço dos grãos irá aumentar, junto com as nações em desenvolvimento tentando plantar grãos. Devido isto, cada 2-2,5% de aumento de preço irá aumentar o número de pessoas com fome em 1%. E as baixas colheitas serão apenas um dos problemas que os fazendeiros das regiões de baixa latitude e trópicos enfrentarão. A época e a extensão das épocas de plantio, irá mudar dramaticamente, segundo a USDA, devido mudanças desconhecidas na temperatura do solo e condições de umidade.

### Ferrugem do trigo
Um endêmico tipo de ferrugem no trigo causado pela raça Ug99 está atualmente se espalhando pela Africa e na Ásia, causando preocupação. Uma virulenta doença no trigo pode destruir as principais plantações pelo mundo, matando de fome milhões. O fungo se espalhou da Africa para o Irã, e talvez já esteja no Paquistão.
A diversidade genética do trigo pode ser utilizada para melhorar variedades modernas para ser mais resistentes à ferrugem. Em seus centros de origem, variedades de trigo selvagem são selecionadas pela resistência à ferrugem, então sua informação genética é analisada e finalmente as plantas selvagens e as variedades modernas são cruzadas de maneira à transferir os genes de resistência.

## Cúpula Mundial da Alimentação
A Cúpula Mundial da Alimentação foi aberta em 1996 em Roma, com o objetivo de renovar o compromisso global de luta contra a fome. A Organização das Nações Unidas para a Alimentação e a Agricultura organizou o encontro em reposta à preocupação crescente sobre a capacidade da agricultura de atingir as necessidade alimentícias do futuro. A conferencia produziu dois documentos chave: a Declaração de Roma e o Plano de Ação.

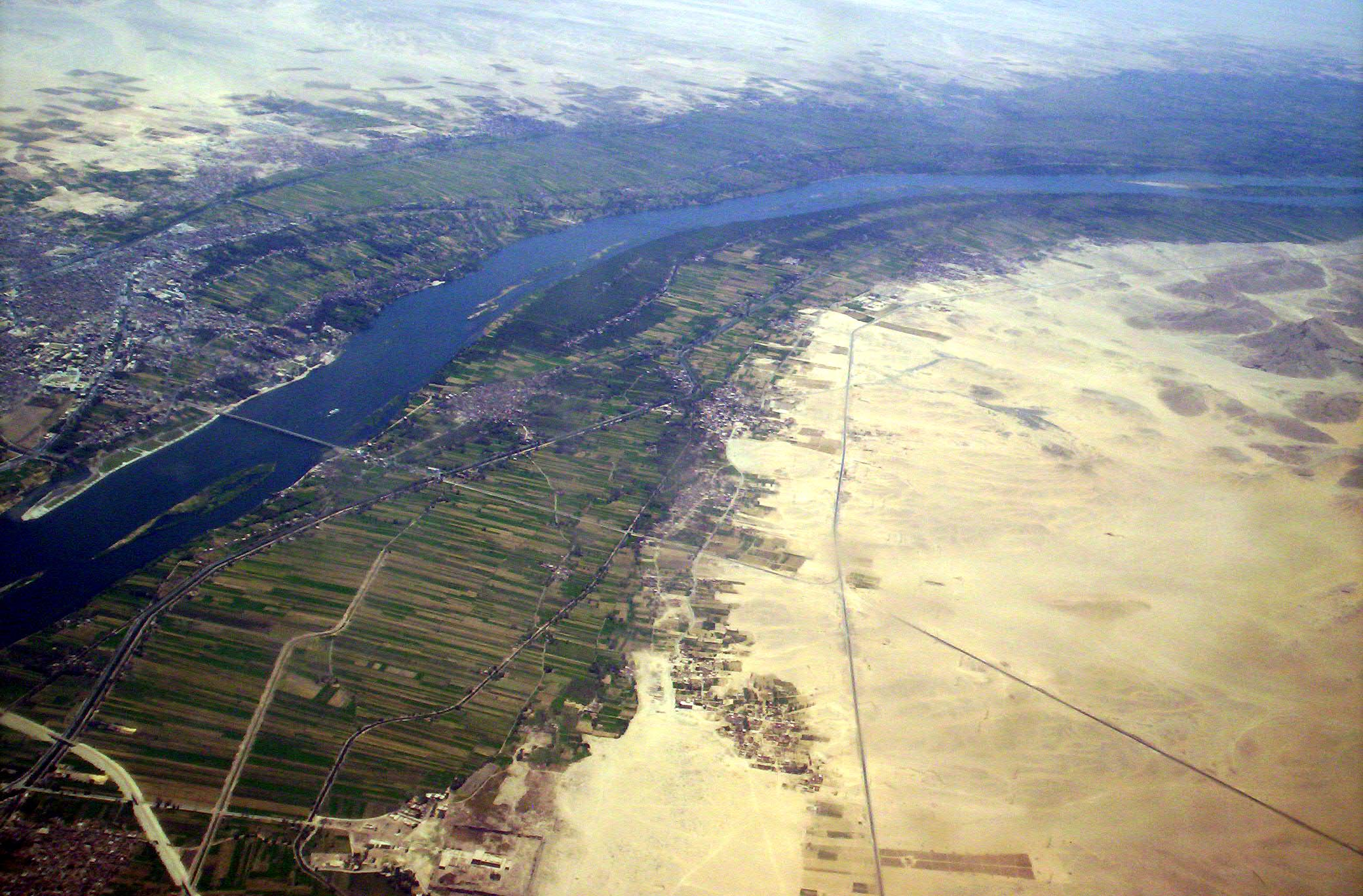
Os canais de irrigação abriram áreas secas do deserto do Egito, para a agricultura.

A Declaração de Roma chama os membros das Nações  Unidas para trabalhar para cortar pela metade o número de pessoas desnutridas crônicas da Terra até o ano de 2025. O Plano de Ação cria vários objetivos para governos e ONGs atingirem.

## Atingindo segurança alimentar
Segundo a FAO em 2007: "O numero de pessoas sem alimentos para comer em base periódica continua alto, em mais de 800 milhões, e não está caindo significativamente. Mais de 60% dos desnutridos do mundo vivem na Ásia, e um quarto na Africa. A proporção das pessoas que estão com fome, porém, é maior na Africa (33%) que na Asia (16%). Os últimos dados da FAO indicam de que existem 22 países, dos quais 16 estão na Africa, em que a prevalência de desnutrição é acima de 35%."

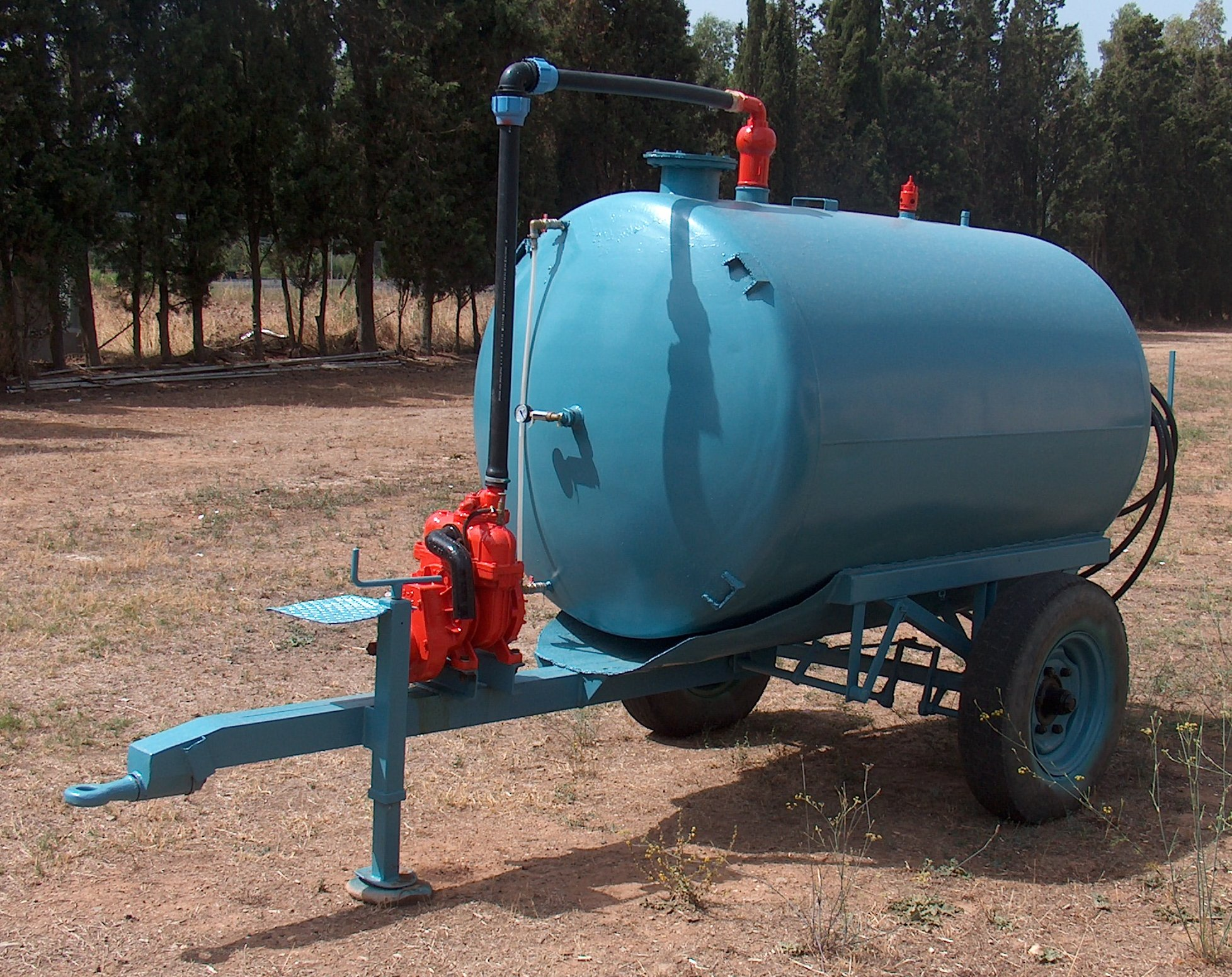
Distribuidor de adubo líquido, equipamento utilizado para aumentar a produtividade agrícola.

 Em seu "The State of Food Insecurity in the World 2003", a FAO diz: Em geral os países que sucederam em reduzir à fome são caracterizados por crescimento econômico mais acelerado e especificamente crescimento acelerado de seus setores agrários. Eles também exibem menor crescimento populacional, menores níveis de AIDS e maior posicionamento no Índice de desenvolvimento humano.
Sendo assim, de acordo com a FAO, direcionar a agricultura e o crescimento populacional é vital para atingir segurança alimentar.  Outras organizações e pessoas (como Peter Singer) também chegaram nesta conclusão e pregam melhorias na agricultura e controle de natalidade.
A USAID propõe vários passos chave para aumentar a produtividade agrícola que são a chave para aumentar a renda rural e reduzir a insegurança alimentar. Eles incluem:
- Promover agronomia e tecnologia.
- Assegurar direitos de propriedade e acesso ao financiamento.
- Melhorar o capital humano pela educação e melhorias na saúde.
- Prevenção de conflitos, mecanismos de mediação, democracia, governança baseados nos princípios da responsabilidade e transparência nas instituições publicas e estado de direito são o básico para reduzir membros vulneráveis da sociedade.

As Metas de Desenvolvimento do Milênio das Nações Unidas é uma das iniciativas visando atingir segurança alimentar no mundo. Em sua lista de objetivos, a primeira meta dita que as Nações Unidas "é para erradicar fome extrema e pobreza", e que "produtividade agrária possivelmente terá um papel chave nisto se for para atingir as metas em tempo".
Notável, coletar alimentos de plantas selvagens aparenta ser uma eficiente método alternativo de subsistência em países tropicais, que talvez tenha um papel em aliviar a pobreza.

### O elo agricultura-fome-pobreza
Erradicar fome e pobreza requer um entendimento das maneiras que estes dois se relacionam. Fome, e a desnutrição que lhe acompanha, previne as pessoas pobres de escapar da pobreza porque reduz suas habilidades de aprender, trabalhar e cuidarem de si e dos membros de suas famílias. Insegurança alimentar existe quando pessoas estão desnutridas como resultado da falta física de alimentos, sua falta de acesso econômico ou social para alimentação adequada, e/ou utilização inadequada de alimentos. Pessoas em insegurança alimentar são indivíduos em que a quantidade ingerida de alimentos está abaixo de seus requerimentos mínimos de calorias, assim como pessoas que exibem sintomas físicos causados pelas deficiência energética e nutricional resultado de uma inadequada e desbalanceada dieta ou pela inabilidade do corpo de usar os alimentos eficientemente graças à infeções ou doenças.
Uma visão alternativa pode definir o conceito de insegurança alimentar como referindo-se apenas para as consequências do inadequado consumo de alimentos nutritivos, considerando a utilização física do alimento pelo corpo como estando no domínio da nutrição e saúde. Desnutrição também leva à saúde ruim então indivíduos falham em prover isto para suas famílias. Se não for resolvido, a fome aciona um conjunto de resultados que perpetuam a desnutrição, reduzindo a habilidade dos adultos de trabalharem e dar à luz crianças saudáveis, e erode a habilidade da criança de aprender e levar uma vida produtiva, saudável e feliz. Este corte no desenvolvimento humano mina o potencial de desenvolvimento econômico de um país, por gerações.
Existe uma forte e direta relação entre produtividade agrária, fome e pobreza. Três quartos dos pobres do mundo vivem em áreas rurais e vivem da agricultura. Fome e desnutrição infantil são maiores nestas áreas que em zonas urbanas. E mais, quanto maior a proporção da população rural que obtém sua renda apenas de agricultura de subsistência (sem beneficios da tecnologia e acesso aos mercados), maior é a incidência de desnutrição. Portanto, melhorias na produtividade agrária visando fazendeiros de pequena escala beneficiam os pobres primeiro.
Maior produtividade agrícola permite fazendeiros plantarem mais alimentos, que se traduz em melhor dieta e, em condições de mercado boas, maior renda nas fazendas. Com mais dinheiro, aumenta as chances de fazendeiros diversificarem a produção e plantar colheitas de maior valor, beneficiando não apenas eles mesmos mas toda economia.

### Biotecnologia para pequenos proprietários nos (sub)trópicos
A área reservada para colheitas geneticamente modificadas nos países em desenvolvimento está rapidamente se aproximando com a área reservada em nações industrializadas. De acordo com a International Service for the Acquisition of Agri-biotech Applications (ISAAA), colheitas geneticamente modificadas são cultivadas por aproximadamente 8,5 milhões de fazendeiros em 21 países até 2005, de 8,25 milhões de fazendeiros em 17 países em 2004. O maior aumento de colheitas geneticamente modificadas de todos os países em 2005 foi do Brasil, provisionalmente estimado em 44.000 km² (94.000 km² em 2005 comparado com 50.000 km² em 2004). India tinha de longe o maior aumento em apenas um ano proporcionalmente, quase triplicando de 5.000 km² em 2004 para 13.000 km² em 2005.
Atualmente os altos custos regulatórios impostos nas variedades criadas pelos métodos mais modernos são um peso significante para o desenvolvimento de colheitas geneticamente melhoradas bem adaptadas para fazendeiros em países em desenvolvimento. Quando uma nova variedade é desenvolvida, porém, sementes provêm um bom veículo para distribuição de melhorias em um pacote em que o fazendeiro está familiarizado.
Hoje em dia existem alguns institutos e grupos de pesquisa que mantém projetos de biotecnologia que são compartilhados com pessoas em países menos desenvolvidos sem fins lucrativos. Estes institutos fazem uso de métodos biotecnológicos que não envolvem pesquisa avançada e custos de registro, como conservação e multiplicação de Germoplasma.
UNESCO - PROGRAMA DE AGRO-CULTURA
A Organização das Nações Unidas para a Educação, a Ciência e a Cultura (Unesco) lançou em 2013, um programa denominado "Rumo a uma nova Agro-Cultura", por meio do qual sua  Divisão de Ciências Ecológicas e da Terra elaborou um trabalho de reflexão e colaboração ao desenvolvimento sustentável dos agro-ecossistemas. O objetivo deste primeiro passo foi para a UNESCO tomar uma posição sobre as questões relacionadas à agricultura e ao desenvolvimento rural, bem como para definir o valor adicionado da Organização sobre estas matérias.
Ficou claro, durante este processo de reflexão, que a agricultura e os alimentos são aspectos importantes estreitamente relacionados com muitos dos grandes desafios que a humanidade terá de enfrentar durante o século 21, listados a seguir: as questões ambientais; as alterações climáticas; a fome; a pobreza; e, a queda da diversidade cultural e da saúde. Por isso, a UNESCO entende ser muito simplista a ideia de que a agricultura determina apenas a forma como agricultores produzem commodities agrícolas e fazem uso dos recursos naturais. Segundo o estudo, as práticas agrícolas determinam efetivamente a maneira pela qual os seres humanos, sejam eles das cidades ou das áreas rurais, se relacionam com o seu ambiente, consumem e gerenciam sua herança biológica e cultural.
Agricultura e alimentos estão, hoje, mais do que nunca, no centro de todas as preocupações. Consequentemente, para enfrentar os desafios de amanhã,  a humanidade terá de desenvolver uma nova "agro-cultura", capaz de manter a diversidade e alcançar a sustentabilidade. A UNESCO conclui "Queremos contribuir para esta dinâmica através dos diferentes mandatos e áreas de especialização da UNESCO e, mais especificamente, através das seguintes iniciativas:
- Programas de  "Agro-culturas"
- Avaliações científicas: IAASTD

Além da plataforma de intercâmbio e de comunicação que liga todos os setores da UNESCO, seus escritórios e instituições diferentes, esta iniciativa será apoiada pela Rede Mundial de Reservas da Biosfera (World Network of Biosphere Reserves), coordenados pelo programa MAB da UNESCO, a fim de analisar, testar e promover estas abordagens  inovadoras de desenvolvimento rural. 

## Bibliográfia
- Cox, P. G., S. Mak, G. C. Jahn, and S. Mot. 2001. Impact of technologies on food security and poverty alleviation in Cambodia: designing research processes. pp. 677–684 In S. Peng and B. Hardy [eds.] “Rice Research for Food Security and Poverty Alleviation.” Proceeding the International Rice Research Conference, 31 March – 3 April 2000, Los Baños, Philippines. Los Baños (Philippines): International Rice Research Institute. 692 p.
- Singer, H. W. (1997). A global view of food security. Agriculture + Rural Development, 4: 3-6. Technical Center for Agricultural and Rural Development (CTA).
- von Braun, Joachim; Swaminathan, M. S.; Rosegrant, Mark W. 2004. Agriculture, food security, nutrition and the Millennium Development Goals (Annual Report Essay) Washington, D.C.: International Food Policy Research Institute (IFPRI)

## Leitura complementar
- Biotechnology, Agriculture, and Food Security in Southern Africa Edited by Steven Were Omamo and Klaus von Grebmer (2005) (Brief and Book available)
- Brown ME, Funk CC (fevereiro de 2008). «Climate. Food security under climate change». Science (New York, N.Y.). 319 (5863): 580–1. PMID 18239116. doi:10.1126/science.1154102.
- Lobell DB, Burke MB, Tebaldi C, Mastrandrea MD, Falcon WP, Naylor RL (fevereiro de 2008). «Prioritizing climate change adaptation needs for food security in 2030». Science (New York, N.Y.). 319 (5863): 607–10. PMID 18239122. doi:10.1126/science.1152339
- Introduction to the Basic Concepts of Food Security  EC-FAO Food Security Programme (2008) Practical Guide Series